# Clemensia cincinnata
Clemensia cincinnata là một loài bướm đêm thuộc phân họ Arctiinae, họ Erebidae.